# MV Rhosus
MV Rhosus là một tàu chở hàng bị bỏ lại ở Beirut, Liban, sau khi bị coi là không thể tiếp tục ra khơi và những người thuê tàu không còn quan tâm đến số hàng hóa. Tổng cộng 2.750 tấn amoni nitrat trên tàu bị tịch thu và được đưa lên bờ năm 2014, trở thành nguyên nhân chính của vụ nổ tại Beirut năm 2020. Chủ sở hữu gần đây nhất của con tàu là doanh nhân người Nga tại Cộng hòa Síp Igor Grechushkin. Con tàu chìm trong Cảng Beirut, năm 2018.

## Mô tả
Rhosus là một tàu chở hàng một boong với chiều dài 86,6 m, sườn ngang dài 12 m, mớn nước là 4,9 m. Tổng dung tích con tàu là 1.900; trọng tải tịnh là 964; và trọng tải toàn phần là 3.226 tấn, và có hai khoang chứa hàng với dung tích hạt 4.136 mét khối (146.100 ft khối) và dung tích kiện hàng 3.837 mét khối (135.500 ft khối). Con tàu thường được vận hành bởi chín hoặc mười thủy thủ. Động cơ diesel chính của Rhosus, 6LU32G 4 kỳ sản xuất bởi Hanshin Diesel Works, với công suất 736 kW (987 hp), cùng chân vịt có bước lá cố định, và tốc độ phục vụ khoảng 10,5 hải lý trên giờ (19,4 km/h; 12,1 mph).

## Lịch sử
Con tàu được đóng bởi Tokuoka Zosen K.K. tại Naruto, Nhật Bản, làm tàu nạo vét Daifuku Maru No. 8 cho công ty tàu Nhật Bản Daifuku Kaiun KK và giao hàng tháng 10 năm 1986. Năm 2002, con tàu được bán cho một công ty tàu biển khác của Nhật, Nishi Nippon Kaiyo, nhưng được cho là đã bán vào tháng 3 năm đó cho một người Hàn Quốc và đổi tên thành Seokjung No. 505.
Tháng 3 năm 2005, con tàu được bán cho Hong Kong Zheng Long Shipping Co Ltd, đổi tên là Trịnh Long và được đăng ký với cờ Belize. Tháng 6 năm 2005, chủ sở hữu lại chuyển sang một công ty tàu thuyền Hồng Kông khác là Rui Hua (HK) Shipping Co Ltd, và con tàu được đổi thành cờ Panama. Tháng 6 năm 2007, con tàu được bán cho một công ty đăng ký tại Panama, Sea Star International Shipping Group Inc, và đổi tên thành New Legend Glory.
Tháng 8 năm 2008, con tàu lại được bán cho Briarwood Corp và được đổi tên thành Rhosus. Sau khi thân tàu được kéo dài từ 53 mét (174 ft) lên thành 86,6 mét (284 ft) và chuyển thành một tàu chở hàng, Rhosus được treo cờ Georgia năm 2009 và sau là Moldova năm 2012. Đến 2012, con tàu được bán cho công ty Geoship Company S.R.L. của Moldova, sở hữu hoàn toàn bởi doanh nhân Charalambos Manoli người Cộng hòa Síp. Manoli bán nó cho doanh nhân người Nga Igor Grechushkin, sinh tại Khabarovsk và được cho là sống tại Limassol, Cộng hòa Síp, năm 2020. Đây là lần đầu tiên Grechushkin chạy một con tàu.

### Bỏ hoang
Tháng 9 năm 2013 con tàu được thuê để chở amoni nitrat số lượng lớn từ Rustavi Azot ở Georgia đến  Fabrica de Explosivos ở Matola, Mozambique. Ngày 27 tháng 9 năm 2013, Rhosus ra khơi từ Batumi đến Beira mang theo 2.750 tấn amoni nitrat, số hàng mà thuyền trưởng coi là "nguy hiểm", nhưng không đến mức không thể vận chuyển được.
Ngày 21 tháng 11 năm 2013, con tàu cập cảng Beirut. Một số nguồn nói nó buộc phải neo lại do sự cố kỹ thuật liên quan đến động cơ, trong khi một số nguồn khác nói người chủ không đủ tiền để chi trả phí qua kênh đào Suez và định nhận một đơn hàng máy móc nặng ở Beirut nhưng thất bại. Số máy móc nặng chồng lên cửa của khoang chứa amoni nitrat, làm oằn cánh cửa và hỏng con tàu. Theo tờ Lloyd's List, cảng vụ Beirut bắt giữ con tàu ngày 4 tháng 2 năm 2014, do số tiền chưa trả đến 100.000 đô la Mỹ, bao gồm tiền phạt do hủy đơn hàng. Theo những nguồn khác, sau khi được kiểm tra, Rhosus không đi biển được, và bị cấm ra khơi. Trên tàu có tám người Ukraine và một người Nga, và với sự giúp đỡ của một lãnh sự Ukraine, năm công dân Ukraine được hồi hương, để lại thuyền trưởng người Nga và ba thủy thủ Ukraine trông coi con tàu.
Chủ của Rhosus bị phá sản và, sau khi các chủ thuê không còn quan tâm đến số hàng, ông từ bỏ con tàu. Rhosus nhanh chóng hết đồ dự phòng, trong khi thủy thủ đoàn còn lại không thể lên bờ do quy định nhập cảnh. Thuyền trưởng phải bán nhiên liệu để chi trả cho luật sư giải thoát họ khỏi con tàu sau khi bị kẹt lại suốt mười tháng. Các chủ nợ cũng nhận được ba lệnh bắt giữ con tàu. Các luật sư đề nghị cho đoàn thủy thủ về nước với lý do nhân đạo, do mối nguy hiểm của số hàng hóa vẫn ở trên tàu, và cơ quan chức năng cho phép họ hồi hương. Số hàng hóa nguy hiểm được đưa lên bờ năm 2014 và đặt tại Nhà kho 12 trong cảng, cho đến khi nó nổ với hậu quả thảm khốc vào tháng 8 năm 2020.

### Số phận
Trong một cuộc phỏng vấn năm 2020, ông chủ trước của Rhosus nói có một lỗ nhỏ trên thân tàu, và do không có thủy thủ đoàn để bơm nước biển ra ngoài, con tàu chìm "hai hay ba năm trước" sau khi đống hàng hóa đã được lên bờ. Euronews nói hồ sơ của Lloyd's List cho thấy Rhosus bị bắt giữ tháng 2 năm 2014, và chìm trong đê chắn sóng tại Cảng Beirut tháng 2 năm 2018. The New York Times xác nhận thông tin con tàu bị chìm bên một cầu tàu sử dụng hình ảnh vệ tinh.
Kể từ 2018, cờ của Rhosus được ghi là "không rõ" trong cơ sở dữ liệu chính thức và tình trạng con tàu được cập nhật thành "mất hoàn toàn" vào tháng 8 năm 2020.